# Terry Hayes
Terry Hayes (8 de octubre de 1951) es un escritor, productor y guionista inglés.

## Biografía
Hayes era originalmente un periodista que trabajaba en Nueva York. Conoció al director australiano George Miller cuando se encargó de hacer la novela basada en Mad Max(1979). Él y Miller congeniaron y decidieron colaborar en el guion de Mad Max 2 (1981). Hayes siguió colaborando con la productora Kennedy Miller, trabajando en los guiones de sus miniseries. También escribió el guion de Calma Total (1989), el primer gran éxito de Nicole Kidman.
Hayes posteriormente se mudó a Hollywood. En 2001 fue nominado para el Premio Bram Stoker a Mejor Guion por su trabajo en Desde Infierno.
Como curiosidad, decir que Hayes escribió un guion que no se usó para el remake de El planeta de los simios en 1994.
Su primera novela,  Soy Pilgrim, fue publicada por Transworld Editores el 18 de julio de 2013 y ese mismo mes Metro-Goldwyn-Mayer adquirió los derechos de la novela para hacer la película, que dirigirá Matthew Vaughn con guion del propio Hayes. También está trabajando en una novela titulada El Año del Locust.

## Filmografía
- Mad Max 2: The Road Warrior (1981) - co-script
- The Dismissal (1983) (TV mini-series)
- Bodyline (1984) (TV mini-seriees)
- The Cowra Breakout (1984) (TV mini-series) - producer only
- Mad Max Beyond Thunderdome (1985) - also producer
- The Riddle of the Stinson (1987) (TV movie) - producer only
- The Year My Voice Broke (1987) - producer only
- Vietnam (1987) (TV mini-series) - also producer
- Dirtwater Dynasty (1988) (TV mini-series) - also producer
- The Clean Machine (1988) (TV movie) - also producer
- Fragments of War: The Story of Damien Parer (1988) (TV movie) - producer only
- Dead Calm (1989) - also producer
- Bangkok Hilton (1989) (TV mini-series) - also producer
- Flirting (1991) - producer only
- Mr. Reliable (1996) - also producer
- Payback (1999)
- Vertical Limit (2000)
- From Hell (2001)

## Novelas
- Soy Pilgrim (2013)[7]
- El año de la langosta (2024)